# Яуза
Я́уза е река в Московска област и ляв приток на река Москва. Има дължина 48 km. Устието ѝ се намира в центъра на гр. Москва. На брега на Яуза се намира сградата на Московския държавен технически университет „Н. Бауман“. Яуза е плавателна за неголеми съдове от устието до Преображенския площад. В границите на Москва над Яуза има прокарани 14 пътни и 6 железопътни моста, два моста на метрото, един мост за трамваи и два пешеходни.

## Притоци
- десни
  - Чермянка
  - Лихоборка
  - Каменка
  - Горячка
  - Копитовка
  - Путяевский ручей
  - Олений ручей
  - Рибинка
  - Чечьора
  - Черногрязка
- леви
  - Ичка
  - Будайка
  - Хапиловка
  - Синичка
  - Золотой Рожок